# Pic d’Ayré
Pic d’Ayré – szczyt górski położony we francuskiej części Pirenejów, w departamencie Pireneje Wysokie, na terenie gminy Betpouey, około 20 km od granicy z Hiszpanią.